# 蔣深
蔣深（1668年—1737年），字樹存，號繡谷，一號蘇齋，晚號西疇居士，江南蘇州府長洲縣人，清朝政治人物，武英殿纂修官，參與《佩文齋書畫譜》等編纂。

## 生平
蔣深為蘇州婁關蔣氏家族蔣燦曾孫。本生祖父蔣圻（字胤侯，號雪菴，1617-1664）為蔣燦第三子，監生。嗣祖父蔣垓（字兆侯，1636-1665）為蔣燦第五子，順治十四年（1657年）丁酉科舉人，順治十六年（1659年）己亥科會試副榜。本生父蔣銘（字新又，1635-1669）為蔣圻長子，長洲庠生。本生母為馮雲起孫女（1638-1714）。蔣銘有三子，蔣深為第三子，出嗣叔父蔣廷鎔（字純五，蔣圻第五子，出嗣叔父蔣垓，1660-1680），嗣母為申用嘉孫申莊女（1658-1679）。
蔣深為監生，經宋駿業等人舉薦，充武英殿纂修官，曾先後參與編纂《佩文齋書畫譜》、《佩文韻府》、《皇輿全覽》註釋、《御選唐詩》等書。康熙五十二年（1713年）授貴州餘慶縣知縣，六十一年（1722年）陞思州府知府。在貴州任職期間曾主持纂修《餘慶縣志》及《思州府志》等地方志。雍正元年（1723年）遷山西朔州知州。著有《繡谷詩》、《鴻泥軒詩》、《黔南竹枝詞》、《雁門餘草》等。

## 蘇州繡谷園

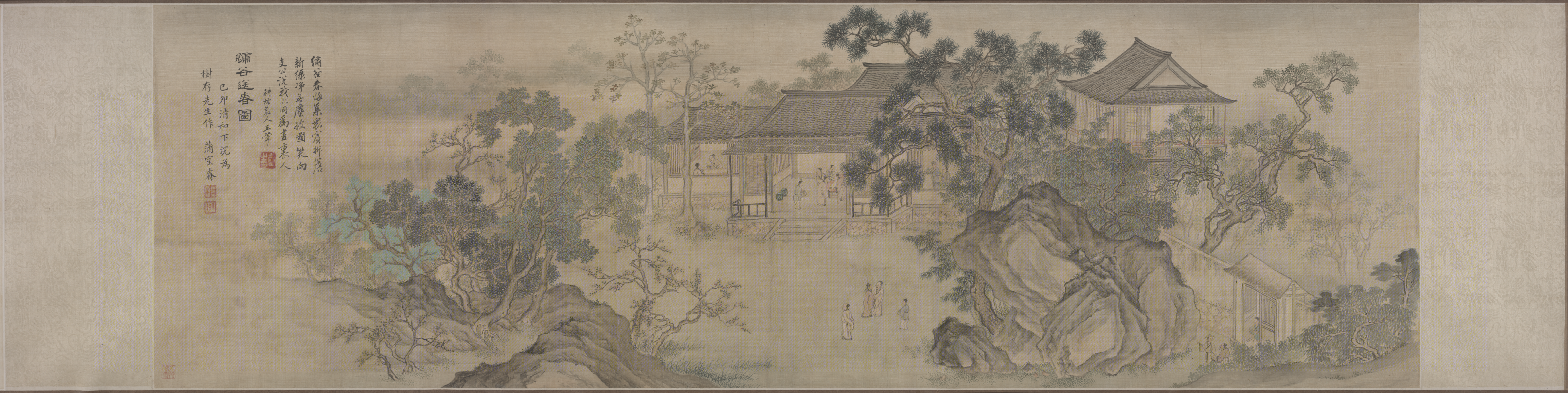
上睿繡谷送春圖卷

蔣深嗣祖父蔣垓於順治四年（1647年）秋卜居桃花塢後板廠，偶然在家中掘地得石，上面刻有“繡谷”二字，於是以此為宅名，並於順治十七年（1660年）春作《繡谷記》一篇。蔣垓另有《念奴嬌》及《踈影》（桃花塢閒步）兩首描寫繡谷園及周邊景象的詞收錄於從曾孫蔣重光輯《昭代詞選》第四卷中。蔣垓去世後，該園幾經轉手，後由孫蔣深重新購得，加以修繕，嚴虞惇曾為此作《重修繡谷園記》。孫天寅於雍正七年（1729年）作《西疇閣記》描述該園勝景。
康熙三十八年（1699年）己卯四月蔣深邀請江南士人遊園送春，並請王翬、楊晉、上睿等作畫。一甲子後，蔣深子蔣仙根於乾隆二十四年（1759年）再次邀請江南名士於繡谷園中送春，沈德潛為此次雅集作《後己卯送春文讌序》, 崑山李世望（字蘭臺，號玉樵，1726-1803, 李德儀曾祖）作有《集交翠堂題送春圖》。
嘉慶年間繡谷園歸東河總督葉觀潮所有，道光初年歸謝學崇，後為婺源王鳳生居所。咸豐十年（1860年）毀於兵燹。咸豐二年（1852年），蔣深從兄蔣文源的曾孫蔣慶均的長子蔣書銜（字綸宣，號小琴，一號孫竹，1798-1860）編輯刊印《繡谷圖卷題詠彙鈔》一卷，原由王存善仁和王氏知悔齋藏，現藏於浙江圖書館。

## 張憶娘簪華圖題詠
蔣深曾請畫家楊晉於康熙三十八年（1699年）為當時蘇州名妓張憶娘作《張憶娘簪華圖》一幅，並陸續請江南名士為此圖題跋。該畫在後世兩百餘年間，歷經五十餘名人題跋詩文，成為清代文人雅士跨世代交遊風雅之見證。清末江標曾輯錄《張憶娘簪華圖題詠》一卷出版。

## 家庭
夫人李靜芳（字又淑，號紉蘭，1668-1748）為李吳滋曾孫女、工部虞衡司員外郎李楷（字仲木，號蓉山）孫女、長洲庠生李炓（字隱萬，號寄園）女，康熙五十四年（1715年）乙未科進士李錦（字絅文）、同年進士李文銳（字鼎臣）及蔣深從兄蔣文瀾繼妻李氏之從姑。李靜芳從小得母親常熟孫氏傳授書畫，善丹青。亦善文學，著有《丹晶串》傳奇一本。蔣深有二子：長子蔣建標（字宇參，號松龕，1695-1716）為長洲庠生，配吳瞻淇女；次子蔣仙根（字奕蘭，號蟠猗，1698-1762）為太學生，配徐葆光女。蔣仙根有七子，其中長子蔣業晉（字紹初，號梧巢，一號立厓，1728-1806）出嗣蔣建標，為乾隆二十一年（1756年）丙子科順天鄉試舉人，著有《立厓詩鈔》等書。乾隆三十四年（1769年）己丑科狀元陳初哲為蔣仙根女婿。